# Javra gracilis
Javra gracilis är en stekelart som först beskrevs av Cameron 1907.  Javra gracilis ingår i släktet Javra och familjen brokparasitsteklar. Inga underarter finns listade i Catalogue of Life.